# Mozilla Persona
Mozilla Persona era un progetto della Mozilla Foundation che permetteva di aggiungere un sistema di autenticazione sicuro e in maniera molto semplice in qualunque sito web.

## Storia
Fu lanciato a luglio del 2011 come sistema di autenticazione alternativo e unificato, esattamente come altri: Facebook Login, Twitter Login, OpenID, Google Login, ma con alcune caratteristiche che lo contraddistinguevano:
- L'obiettivo principale era assicurare sicurezza e privacy agli utenti.
- Utilizzava gli indirizzi email per identificare gli utenti.
- Facilmente integrabile in qualunque sito web e applicazione, poiché sviluppato in JavaScript.

Dopo soli 3 anni, nel marzo del 2014, Mozilla Foundation comunicò che lo sviluppo del progetto passava interamente alla comunità.
Dopo ulteriori 2 anni, il 30 novembre 2016, il progetto fu ufficialmente abbandonato.